# Haras La Revoltosa
Haras La Revoltosa fue una serie de televisión chilena emitida en 1966 por Canal 13. Contó con las actuaciones de Malú Gatica, el director de Los Cuatro Cuartos, Luis Urquidi, y Pedro Messone.

## Trama
Escrita por Isidoro Basis y dirigida por Enrique Urteaga, cuenta la vida de una familia dueña de un lugar donde crían caballos fina sangre, del "Haras La Revoltosa", de su profundo amor por los caballos y su gusto por cantar. La familia está formada por dos hermanos: Isabel y Martín, y el hijo, el administrador, que se ha criado en la casa de los patrones, Miguel.

## Ficha Técnica
- Libretos: Isidoro Basis.
- Dirección: Enrique Urteaga.

- Camarógrafo: Alejandro González.[2]
- Productor: Ricardo Miranda.
- Música original: Hernán Enrique Álvarez.
- Intérpretes: Carlos González y sus Rockets.

- Duración: 20 minutos.
- Locación: Haras Los Cóndores.

## Elenco
- Malú Gatica como Isabel.
- Luis Urquidi como Martín.
- Pedro Messone como Miguel.

Actores Invitados
- Shenda Román.
- Mario Santander.
- Luis Vilches.
- Nelson Villagra.
- Sonia Viveros.

## Canción
Haras La Revoltosa también fue una canción interpretada por Pedro Messone para esta teleserie, quien hacía de galán.